# Vena umbilical
La vena umbilical es un vaso sanguíneo presente durante el periodo fetal por el que circula sangre oxigenada y rica en nutrientes procedente de la placenta.

## Anatomía
La vena umbilical inicia su recorrido en la placenta, se integra en el cordón umbilical junto a la arteria umbilical y entra en el abdomen del feto a través del ombligo.
Una vez en el feto, la vena umbilical asciende hasta el hígado fetal donde tiene dos opciones para continuar, un pequeño esfínter controla el flujo que circula por cada una de las vías:
- 1. Desembocar en el conducto venoso, evitando de esta forma el paso por el hígado fetal, desde el conducto venoso la sangre oxigenada llega directamente a la vena cava inferior y al corazón derecho fetal.
- 2. Unirse a la vena porta, aportando nutrientes al hígado fetal, posteriormente la sangre procedente de la vena umbilical sale del hígado a través de la vena hepática que desemboca en la cava inferior hasta alcanzar el corazón derecho fetal.

## Fisiología
La presión en la vena umbilical es aproximadamente 20 mmHg. Después del nacimiento se oblitera y fibrosa, originando el ligamento redondo del hígado.